# Piz Boè
Pour les articles homonymes, voir Boè.
Le piz Boè est un sommet des Alpes, à 3 152 m, dans les Dolomites, et en particulier le point culminant du chaînon du Sella, en Italie (Trentin-Haut-Adige).

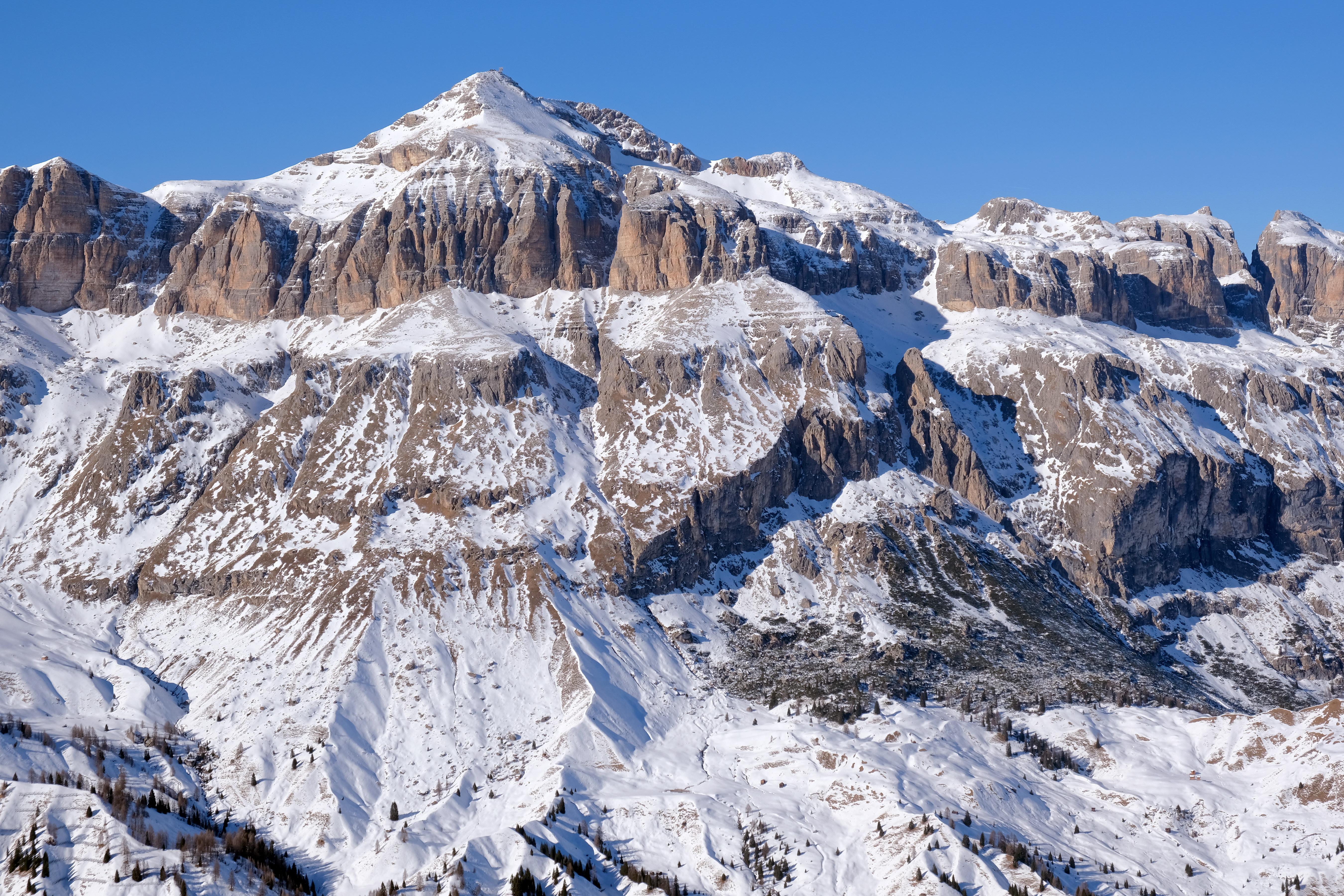
Le Piz Boè dominant le chaînon du Sella.